# John R. Hodge

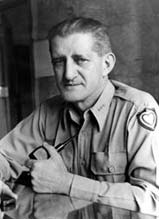
John Reed Hodge

John Reed Hodge (* 12. Juni 1893 in Golconda, Illinois; † 12. November 1963 in Washington, D.C.) war Offizier der United States Army, zuletzt General, der seinem Land in beiden Weltkriegen diente und von 1945 bis 1948 militärischer Befehlshaber in der amerikanisch besetzten Zone Koreas war.

## Leben
Hodge kam aus einer Familie mit militärischem Hintergrund. Er besuchte das Southern Illinois Teachers College und die University of Illinois, bevor er im Mai 1917 in das Reserve Officer Training Corps in Fort Sheridan eintrat und im Oktober des gleichen Jahres zum Offizier ernannt wurde. Im Ersten Weltkrieg diente er mit der US-Armee in Frankreich und Luxemburg und erreichte den Rang eines Captain.
Er blieb nach dem Krieg in der Army und arbeitete von 1921 bis 1925 am Mississippi Agricultural and Mechanical College als Dozent für Militärwissenschaften. 1926 schloss er den Kurs an der Infanterieschule in Fort Benning ab und ging anschließend für eine Tour of Duty nach Hawaii. Er absolvierte in den 1930er Jahren das Command and General Staff College, das Army War College und einen Kurs an der Air Corps Tactical School und diente ab 1936 im Washingtoner Generalstab.
1940 zum Lieutenant Colonel befördert, diente er 1941 im Stab des VII Corps. Im Juni 1942 wurde er im Rang eines Brigadier General stellvertretender Kommandeur der 25th Infantry Division, mit der er auf Guadalcanal eingesetzt wurde. Als Major General wurde er im Mai 1943 Kommandeur der Americal Division, die auf Bougainville kämpfte. Im April 1944 übernahm er den Befehl über das neugebildete XXIV Corps, das ab Oktober 1944 an der Schlacht um Leyte teilnahm. Von April bis Juni 1945 kämpfte er mit seinem Korps in der Schlacht um Okinawa, nach deren Ende er zum Lieutenant General befördert wurde.
Nach dem Kriegsende befehligte Hodge die Truppen des XXIV Corps, die die koreanische Halbinsel südlich des 38. Breitengrades besetzten. Er wurde zugleich zum Befehlshaber aller US-Truppen in Korea ernannt und blieb in dieser Stellung bis Ende 1948. Anschließend kehrte er in die USA zurück, wo er das V Corps in Fort Bragg übernahm. Von Ende 1950 bis Anfang 1952 befehligte er die Third United States Army in Fort McPherson, anschließend bis zu seiner Pensionierung 1953 das Hauptquartier Army Field Forces.
Hodge starb 1963 im Alter von 70 Jahren.